# Esenbeckia macrantha
Esenbeckia macrantha är en vinruteväxtart som beskrevs av Joseph Nelson Rose. Esenbeckia macrantha ingår i släktet Esenbeckia och familjen vinruteväxter. Inga underarter finns listade i Catalogue of Life.